# Sichuanbosmuis
De Sichuanbosmuis (Apodemus latronum) is een knaagdier uit het geslacht bosmuizen (Apodemus) dat voorkomt in Zuid-Volksrepubliek China (Oost-Tibet, Qinghai, Yunnan en Sichuan) en Noord-Myanmar. Deze soort is het nauwst verwant aan de Zuid-Chinese bosmuis (A. latronum) en de Taiwanese bosmuis (A. semotus). Soms wordt deze soort zelfs als een ondersoort van de Zuid-Chinese bosmuis gezien. Van deze soort zijn fossielen bekend vanaf het Vroeg-Pleistoceen van Sichuan, Guizhou en Shandong.